# باشگاه فوتبال یورک سیتی
باشگاه فوتبال یورک سیتی (به انگلیسی: York City Football Club) یک باشگاه فوتبال در شهر یورک، کشور انگلستان است که در سال ۱۹۲۲ میلادی تأسیس شده‌است.
که هم‌اکنون در لیگ شمالی انگلستان بازی می‌کند
این باشگاه که در سال ۱۹۲۲ تأسیس شد، قبل از پیوستن به لیگ فوتبال، هفت فصل در لیگ‌های غیر لیگ بازی کرد. یورک تا سال ۱۹۵۹ در لیگ‌های دسته سوم شمال و دسته چهارم بازی کرد و در آن سال برای اولین بار به لیگ برتر صعود کرد. یورک بهترین عملکرد خود را در جام حذفی در فصل ۱۹۵۴-۱۹۵۵ به دست آورد، زمانی که در نیمه‌نهایی با نیوکاسل یونایتد روبرو شد. آنها قبل از اینکه دو فصل را در دهه ۱۹۷۰ در لیگ دسته دوم بگذرانند، بین دسته‌های سوم و چهارم در نوسان بودند. یورک اولین بار در سال ۱۹۹۳ در ورزشگاه ومبلی بازی کرد، زمانی که در فینال پلی‌آف دسته سوم پیروز شدند. در پایان فصل ۲۰۰۳-۲۰۰۴، آنها پس از سقوط از دسته سوم، جایگاه خود در لیگ فوتبال را از دست دادند. جام حذفی فوتبال انگلستان در فصل ۲۰۱۱-۲۰۱۲ اولین قهرمانی حذفی ملی بود که یورک به دست آورد و آنها در آن فصل به لیگ فوتبال بازگشتند، اما در سال ۲۰۱۶ دوباره به لیگ‌های غیر لیگی سقوط کردند. یورک به نام یورک مینسترمن (به معنی وزیر یورک) ملقب است و این تیم به طور سنتی با لباس‌های قرمز بازی می‌کند. آنها از سال ۱۹۲۲ تا ۱۹۳۲ در فولفوردگیت بازی می‌کردند، تا اینکه به بوتهام کرسنت، ورزشگاه خانگی خود به مدت ۸۸ سال، نقل مکان کردند. این زمین در طول سال‌ها دستخوش پیشرفت‌های متعددی شده بود، اما باشگاه مالکیت آن را از دست داد و در سال ۱۹۹۹ به یک شرکت هلدینگ منتقل شد. یورک پنج سال بعد آن را دوباره خریداری کرد، اما شرایط وام مورد استفاده برای این کار، انتقال به یک زمین جدید را ضروری می‌کرد. آنها در سال ۲۰۲۱ به زمین فعلی خود، ورزشگاه یورک کامیونیتی، نقل مکان کردند. یورک با باشگاه‌های متعددی رقابت داشته است، اما رقبای سنتی آنها هال سیتی و اسکاربورو هستند. رکورددار بازی در این باشگاه، بری جکسون با ۵۳۹ بازی است، در حالی که بهترین گلزن آنها نورمن ویلکینسون با ۱۴۳ گل است.